# Odderøya
Odderøya est une île du comté d'Agder, au sud de la péninsule de Norvège. L'île fait partie la municipalité de Kristiansand en tant que quartier.

## Description

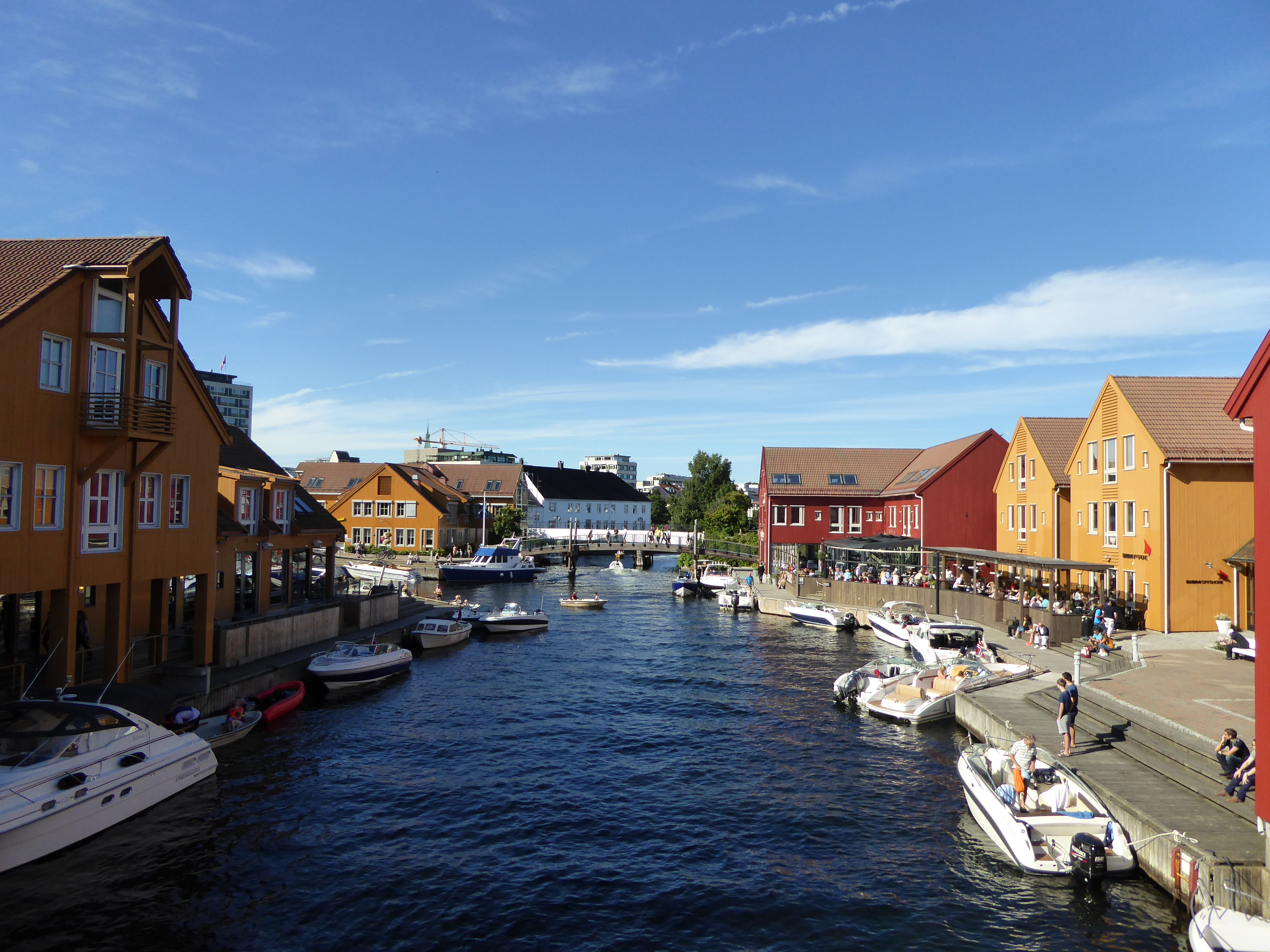
Canal de Gravane

L'île de 0,7 km2 se trouve immédiatement au sud du centre-ville de Kristiansand et est reliée au continent par quatre ponts. L'île crée une division naturelle entre les parties est et ouest du port de Kristiansand.
Le canal de Gravane sépare Odderøya du centre-ville et du quai de pêche (Fiskebrygga). Avant 1993, l'île appartenait au gouvernement norvégien et servait de base navale et de terrain d'entraînement, mais depuis lors, la municipalité de Kristiansand a pris le relais et l'utilise désormais à des fins récréatives. L'île est pour la plupart sous-développée, mais le plan de développement de la ville comprend une zone sur l'île pouvant accueillir jusqu'à 500 maisons.

## Historique
Il y a des signes d'activité humaine ancienne sur Odderøya. À Bendiksbukta, un poignard, une hache et d'autres outils en silex datant de l'âge de pierre ont été trouvés. Sur Odderøya, il existe de nombreuses traces intéressantes d'activité militaire. Dans cette zone géographique définie, il existe des fortifications militaires qui s'étendent de la Grande guerre du Nord à la fin de la Guerre froide. Les traces clés de la bataille du 9 avril 1940 (Opération Weserübung) sont partiellement visibles. Il y a eu une activité militaire sur Odderøya de 1667 à 1999, date à laquelle la forteresse a été supprimée.
La station de quarantaine ou Lazaret d'Odderøya était la plus grande d'Europe du Nord et a fonctionné de 1804 à 1914. En 1804, c'était une station de quarantaine pour tout le Danemark-Norvège et Holstein. La station de quarantaine était destinée aux navires où la peste s'était propagée à bord. Dans le cadre des opérations de quarantaine, l'île a également commencé à avoir besoin de son propre cimetière, surnommé le cimetière du choléra, situé à Kjerregårdsbukta. La station de quarantaine était séparée du reste de l'île par un haut mur. Il a été construit dans les années 1800 à 1807 et est en cours de restauration.
Parfois, Odderøya a été fermée au public en raison d'activités militaires. Il existe un grand nombre d'anciens emplacements de canons autour de l'île à des périodes variables pour les canons, les mitrailleuses et les mortiers. Plus récemment, l'île a été fermée au public de 1940 au 23 juin 1992, après la fermeture du fort d'Odderøya. Depuis que la municipalité a repris l'île, c'est une zone d'excursion et de randonnée populaire.

## Tourisme et culture
- Kilden Performing Arts Centre (en)
- Vest-Agder Museum Kristiansand (en)
- La vallée de Setesdal
- Le phare d'Odderøya
- Fort d'Odderøya [7]

## Galerie

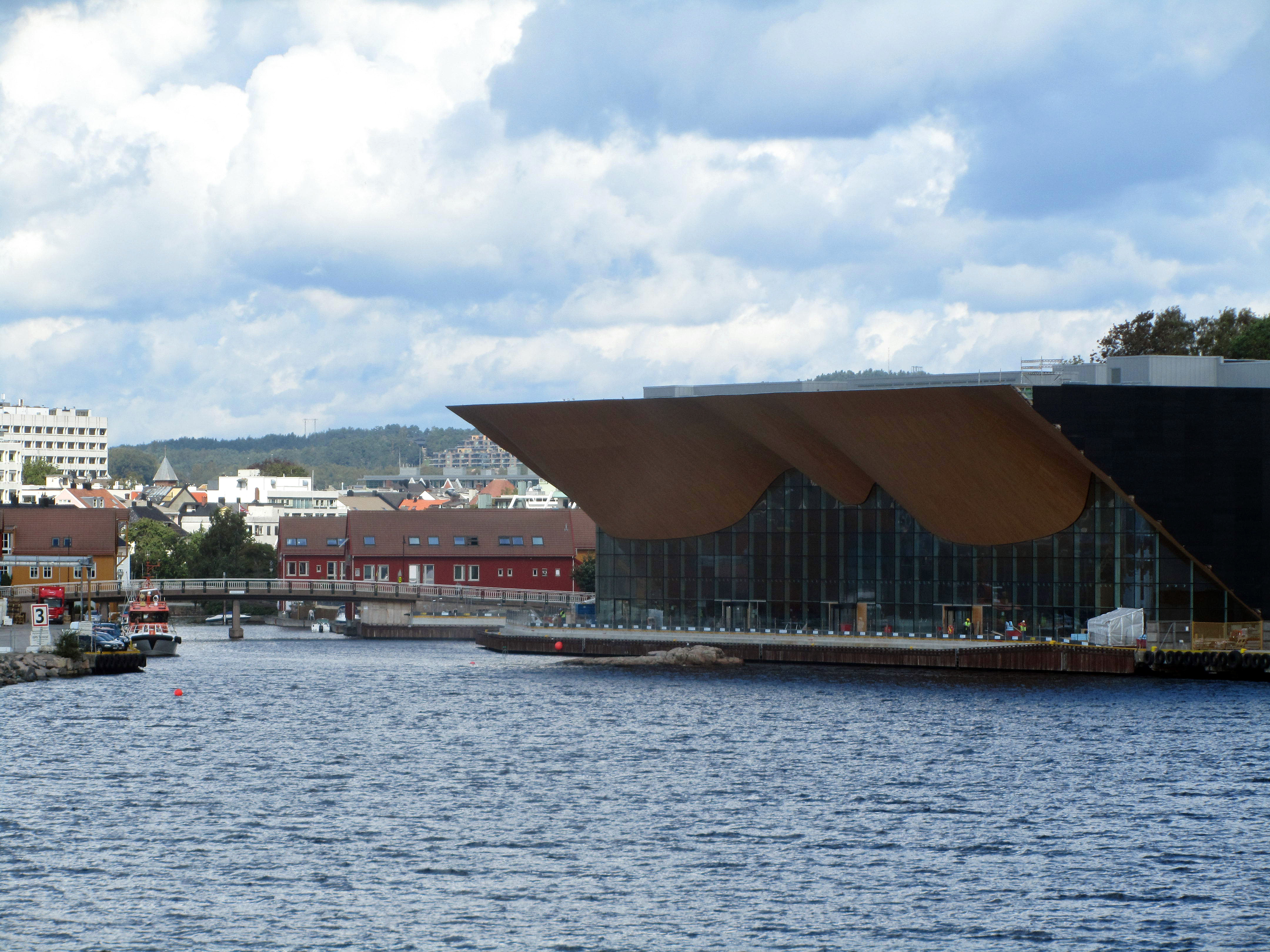
Kilden Performing Arts Centre
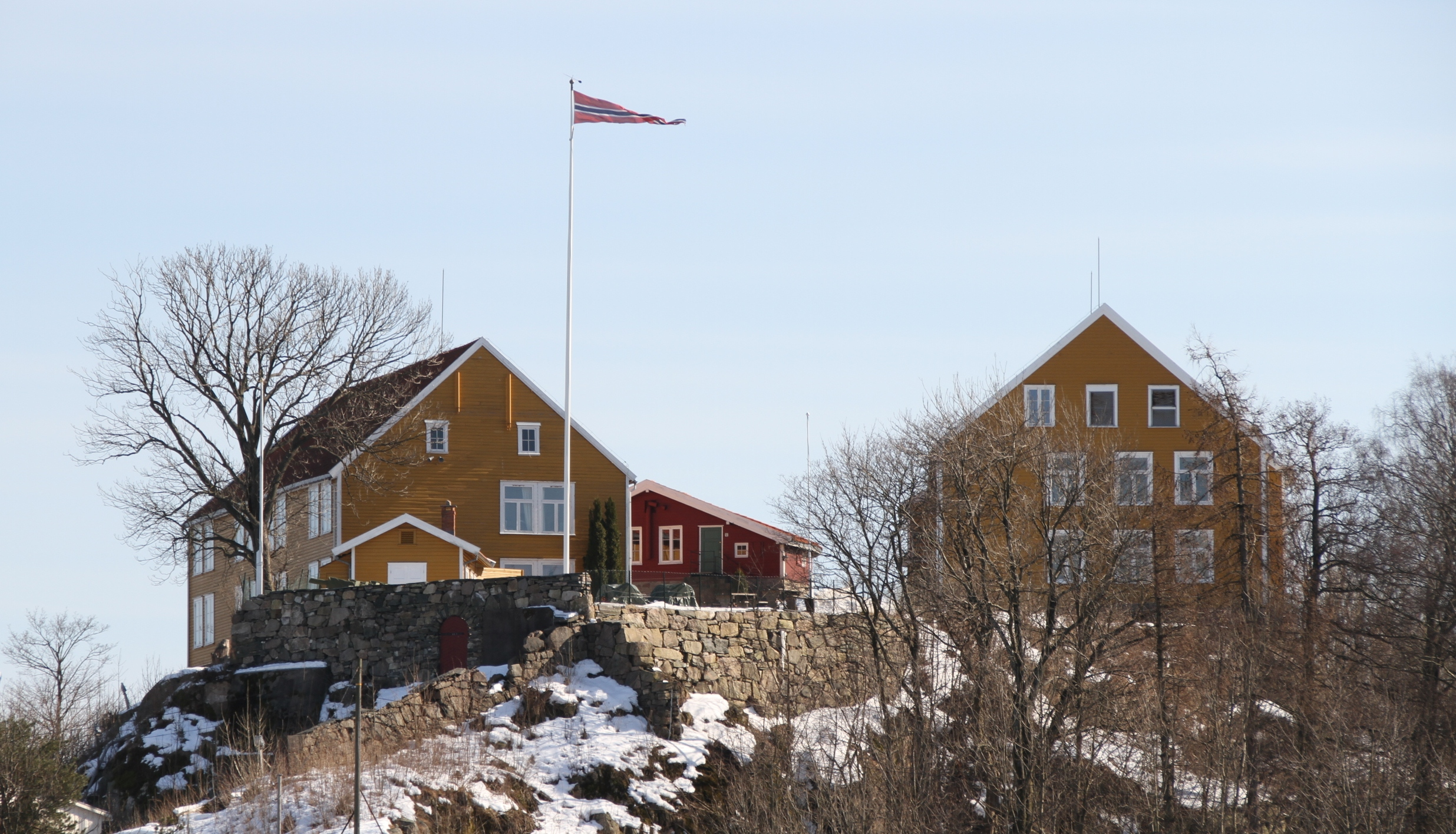
Lazaret d'Odderøya
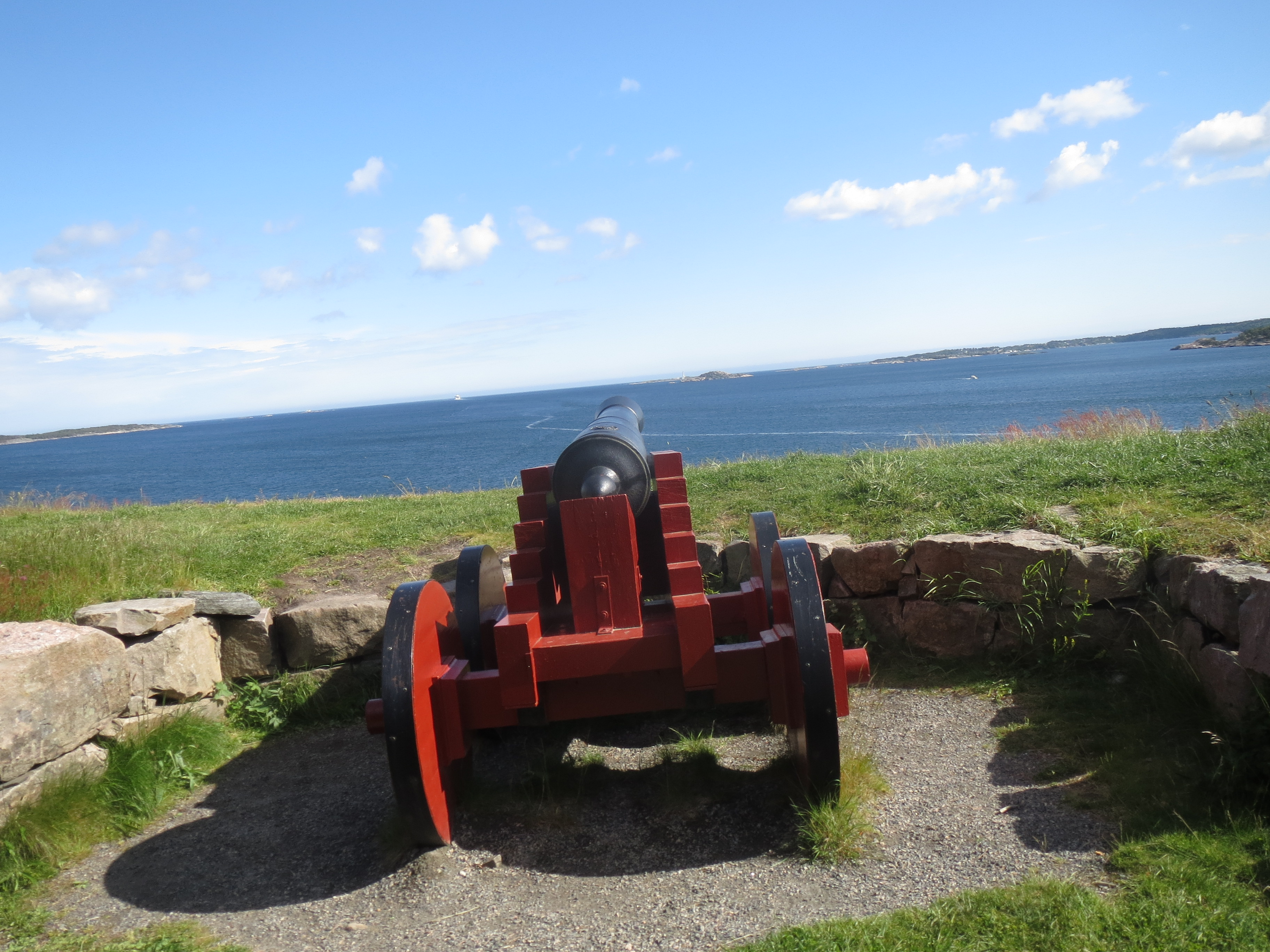
Canon sur le fort d'Odderøya
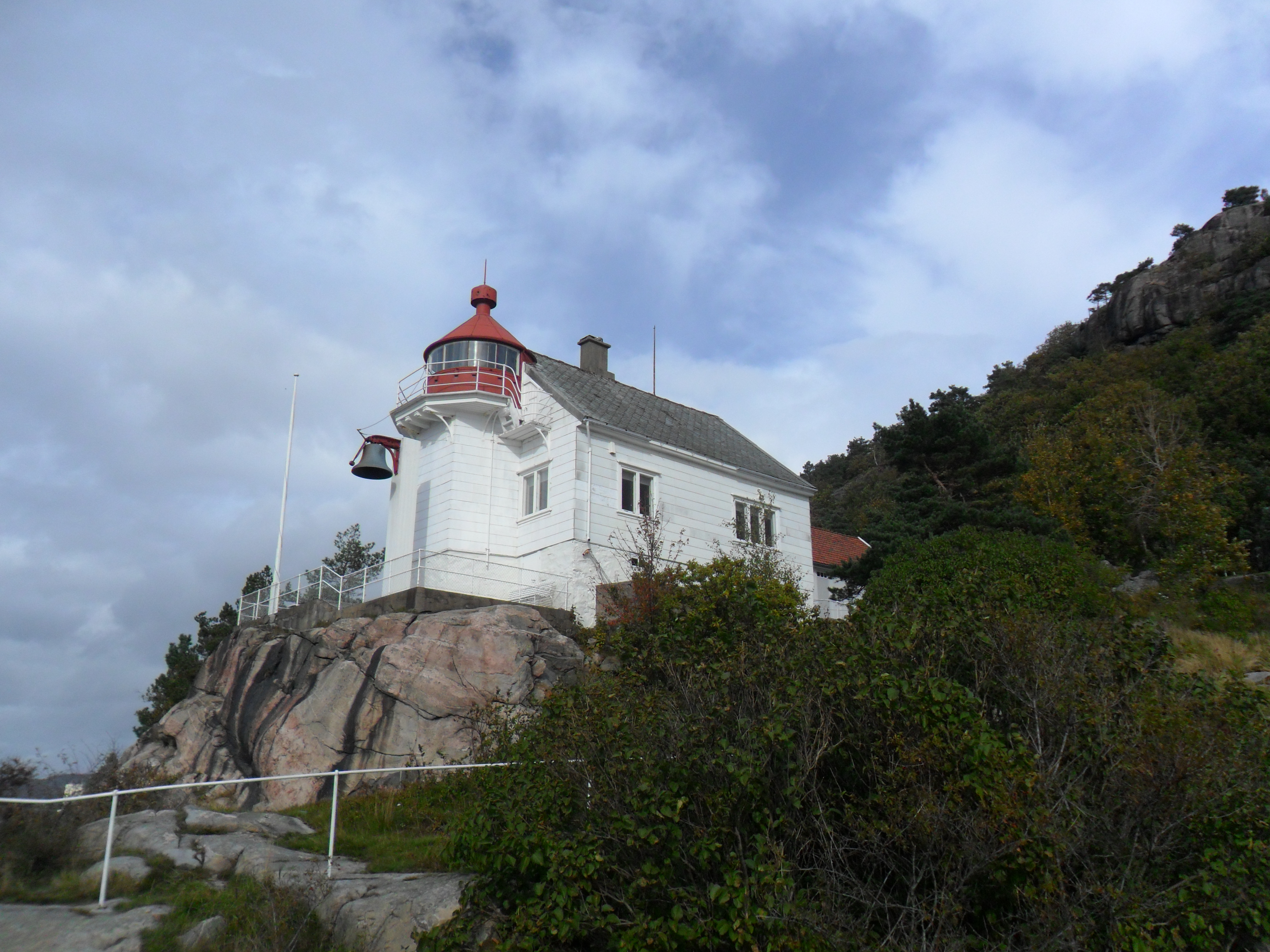
Le phare